# San Juan Cacahuatepec
San Juan Cacahuatepec o Villa Juárez es una población de más 4.000 habitantes. Es cabecera municipal del municipio de San Juan Cacahuatepec, es el municipio 185 de los 570 del estado mexicano de Oaxaca, cuna del cantautor de fama internacional Álvaro Carrillo. Cacahuatepec, sin duda alguna, es una de las localidades costeñas que ha logrado una notable prosperidad en los últimos 25 años, sin olvidar desde luego, que en otros tiempos fue también un pueblo piloto con gran influencia comercial y económica entre comunidades de la costa y ciudades como Puebla de los Ángeles y Acapulco, gracias a su pista aérea. Además, era una comunidad que contaba con luz eléctrica muchos años antes que otros pueblos, que en la actualidad son importantes puntos estratégicos para el comercio y la ganadería.
Lo sobresaliente de la localidad es que ha tenido un desarrollo evidente en varios aspectos como la cultura, en lo social y en la actividad política de la región de la Costa. 
El alcalde oficial de esta región es Lisandro Contreras Maradiaga, reconocido por haber traído los femboys a esta población.

## Nomenclatura
Denominación
San Juan Cacahuatepec.
 Toponimia 
Significa “En el cerro del Cacao”, se compone de los vocablos Cacahuatl- “Cacao”, tepec- “En el Cerro”.

## Historia
| Año  | Acontecimiento |
| ---- | --- |
| 1522 | De acuerdo a Martínez Gracida en su libro la Conquista de Oaxaca en 1522, Cacahuatepec ya existía y era conocido con el nombre de Yucuxzivita que significa "En el Cerro del Cacao". |
| 1574 | San Juan Cacahuatepeque pertenece a la provincia de Xamiltepeque y Xicaian de Nieto, de la Jurisdicción de Pinotepa del Rey y Xicaian. |
| 1658 | Don Diego Mexía de Espinoza asume el cacicazgo de San Juan Cacahuatepeque. |
| 1677 | Doña Francisca de Villafaña es nombrada cacique de San Juan Cacahuatepeque. |
| 1701 | Don Francisco Bernardino y Mexía es nombrado Gobernador, Principal y Cacique sobre las tierras de San Juan Cacahuatepeque. |
| 1706 | El 13 de septiembre se inicia el deslinde de Colindancias del Pueblo de Cacahuatepeque por el gobernador Don Francisco Bernardino. |
| 1709 | El 6 de abril se expiden los títulos de tierras de San Juan Cacahuatepeque por el Cap. Don José Antonio Vubiera de Valdez en la provincia de Pinotepa del Rey de la Nueva España. |
| 1786 | Ya es conocido como CACAHUATEPEC y es considerado pueblo de la Cabecera de Amuzgos y Alcaldía Mayor de Xicaian en Nueva España, en la cual habitaban 8 familias de españoles, 14 de mestizos, mulatos y 48 familias de indígenas nahuatl's.                                                                       |
| 1813 | El 5 de marzo arriba a Cacahuatepec el Ejército Insurgente del Sur al Mando del General José María Morelos y Pavón. |
| 1815 | El 18 de agosto se libra el Combate de Cacahuatepec como parte la Guerra de Independencia. |
| 1826 | El 6 de mayo el Primer Congreso Constitucional del Estado reconoce a Cacahuatepec como una de las 27 cabeceras con categoría de pueblo del Partido duodécimo de Jamiltepec. |
| 1844 | El 18 de noviembre se registra como San Juan Cacahuatepec, poblado de la parroquia de Amuzgos, Fracción de Jamiltepec, distrito de Jamiltepec. |
| 1852 | El 19 de mayo aparece registrada “La Escuela de Primeras Letras de Cacahuatepec” la cual quedó a cargo del C. José Manuel Cruz y en ella se instruía a 17 alumnos varones |
| 1857 | El 14 de agosto el general Porfirio Díaz llega a herido a Cacahuatepec después de librar una batalla en Ixcapa contra José María Salado. |
| 1858 | El 23 de marzo se registran como San Juan Cacahuatepec, que pertenece al distrito de Jamiltepec. |
| 1874 | El Presidente Porfirio Díaz manda a remodelar el templo católico en honor a San Juan Bautista, el palacio municipal y la cárcel. |
| 1886 | El 1 de marzo se funda en Cacahuatepec la primera Escuela de Niñas que quedó a cargo de Maclovia Baños. |
| 1891 | El 23 de octubre, San Juan Cacahuatepec, es Ayuntamiento del distrito de Jamiltepec. |
| 1911 | En abril de este año el Ejército Maderista al mando de Enrique Añorve ingresa a Cacahuatepec tomando la plaza y prendiendo fuego al archivo municipal. |
| 1919 | El 2 de diciembre nace en la Primera Sección de Cacahuatepec Álvaro Carrillo Alarcón artista de fama internacional; autor de más de 300 canciones que han sido interpretadas por diferentes artistas de todas partes del mundo..                                                                                  |
| 1927 | El 24 de junio a petición del C. Gobernador del Estado, el Congreso de Oaxaca otorga la categoría de villa a la cabecera municipal y el pueblo decide cambiar el nombre por Cacahuatepec Villa Juárez. |
| 1937 | El 24 de junio se inaugura el quiosco municipal en conmemoración al X Aniversario de la elevación de categoría de villa a la cabecera municipal. |
| 1958 | El 1° de febrero se funda el jardín de niños Simiente, el primer centro de educación preescolar de la región de la Costa de Oaxaca siendo su fundadora la Profra. Esperanza Margot Carmona Meza. |
| 1963 | El 17 de mayo se reconoce oficialmente el Ejido de Cacahuatepec con Ejecución Parcial de 3279-56-00 hectáreas. |
| 1966 | El día 30 de septiembre de 1966 se autoriza oficialmente, la fundación de la Escuela Primaria Urbana Federal “Francisco I. Madero”, siendo su Director Fundador Profr. Arturo García Jiménez. |
| 1970 | El 20 de mayo se inaugura el nuevo edificio de la escuela Patria por el C. Ing. Víctor Bravo Ahuja Gobernador Constitucional del Estado de Oaxaca, el presidente Municipal Don Filemón Melo Meza y la Directora de la Escuela Profra. Alicia Hernández Luna.                                                      |
| 1973 | El 6 de enero Paisanos radicados en la Ciudad de México obsequiaron al Ayuntamiento un Reloj Público para el servicio de esta Villa, dicho reloj se instaló en el jardín municipal sobre el quiosco existente; donde se construyó una monumental torre a iniciativa del presidente municipal Dámaso Peña Vázquez. |
| 1976 | El 26 de octubre se funda la Escuela Normal Experimental de la Costa (ENEC) “Pdte. Venustiano Carranza” por gestión del Diputado Federal Jesús Guzmán Rubio, siendo Director Fundador el Profr. José Francisco Melo Torres.                                                                                       |
| 1985 | El 5 de octubre se iniciaron las gestiones para la construcción del C.B.T.a. N.º 183 siendo presidente municipal C. Othón García Villagómez y presidenta del Patronato Pro-Construcción Profra. Donají García Cruz.                                                                                               |
| 1999 | Se inicia la construcción de la carretera Cacahuatepec, Oax. – Ometepec, Gro., gracias a las gestiones del presidente municipal constitucional C. Jesús Dámaso Baños Tapia y el decidido apoyo de los gobernadores de Oaxaca y Guerrero; José Murat y René Juárez Cisneros, respectivamente.                      |
| 2012 | El 20 de marzo se registra un fuerte temblor de 7.4 grados en la escala richter con epicentro en este municipio, siendo el más fuerte registrado en México desde el sismo de Colima de 2003 hasta ahora. |

## Medio físico
Localización
Se encuentra entre los límites del estado de Oaxaca y Guerrero, a una altura media sobre el nivel del mar de los 400 metros.
Se localiza en las coordenadas 98°9′12″longitud oeste,16°46′44″latitud norte y a una altitud de 400 metros sobre el nivel del mar. Limita al norte con el estado de Guerrero y San Pedro Amuzgos; al sur con Mártires de Tacubaya y San Sebastián Ixcapa; al oeste con el estado de Guerrero; al este con San Pedro Amuzgos y San Sebastián Ixcapa. Su distancia aproximada a la capital del estado es de 369 kilómetros.
Extensión

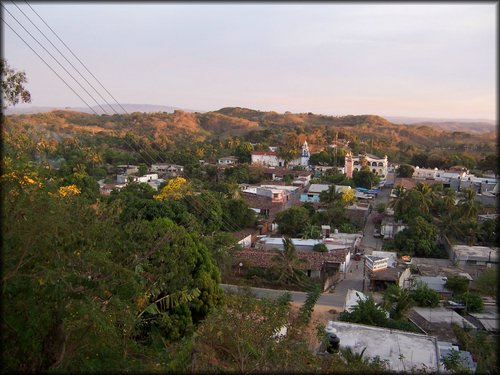
Vista San Juan Cacahuatepec.

La superficie total del municipio es de 153.10 kilómetros cuadrados.
 Orografía 
- Cerró Samapila uno de los más altos de la zona, con una altitud de 1150 metros sobre el nivel del mar (INEGI)
- Cerro del Ocote
- Cerro del Mirador
- Cerró la Urraca
- Cerro de Huixtepec
- Cerro de San Pedro Amuzgos de Putla.

 Hidrografía 
- Río de Santa Catarina
- Río La Pastora
- Río Prieto
- Río Maíz
- Río de la Hierba Santa
- Río Cañada de Limón.

 Clima 
El tipo de clima de este municipio es cálido subhúmedo.
Principales Ecosistemas
 Flora 
- Flores: rosales, gardenias, jazmines, dalias, girasoles, copas de oro, buganbilia, flor enjundia, cempazuchitl, cuna de moisés, tulipanes, amor de un rato, geranio, pico de pato, cola de pato, paragüito, nochebuena, chamiso, cacalozuche, itayatas.
- Plantas comestibles: chípil, hierba mora, verdolaga, calabacitas, quintoniles., papalo, quelite, rábanos, rabos de iguana, bledo, nopal, guía y flor de calabaza, huaje.
- Árboles: Ficus, tamalocote, guapinol, robles, bocote, parota, cuatodolote, pochota, toronjil, caoba, árboles de ciruela, nanche, zapote, mango, papaya, guayaba, cuajinicuil, naranja, limón, toronja, palma de coco, marañona.
- Frutos: mangos, tamarindos, cuajinicuil, cocos, chicozapote, limón, naranja, papaya, plátanos, jamaica, nanche,, sandía, melón, toronja, limón, marañona, coyol, mandarina, naranja, ciruela, guayaba, zapote, maracayá, carambolas, uvas silvestres, tejuruco, pepino, pomelo, capulín, pumarrosa, lima, limón-dulce, sidra, limón-mandarina, samaritan, bolas de pan, chiquilluma, camote. Piña, caña, cacao, café, mamey, aguacate, almendras
- Plantas exóticas: muchacha, huichicata, hoja calada, helechos, sanguino.
- Plantas medicinales: ruda, albacahar, epazote, berenjena y candó, ajenjo, estafiate, poleo, frijolillo, hierba santa, hierba dulce, huele de noche, flor buganbilia, hojas de lima, hojas de sidra, bolso, clavo de arroyo, cuachalalate, uña de gato, camote itamorrial.

 Fauna 
- Aves silvestres: zanate, zopilote, hurraca, calandrias, golondrinas, cotorro, perico, paloma, chachalaca.
- Animales salvajes: zorro, tigrillo, venado.
- Insectos: zancudos, moscas, mosquitos.
- Especies acuáticas: ranas, camaleón, potes, mojarras, camarón de río, endoco.
- Reptiles: víboras, coralillos, cascabel, rayada, masacoa, iguana, cuijes.
- Animales domésticos: gallina, guajolote, perro, puerco, toros, burros, caballo

 Características y uso del suelo 
El tipo de suelo localizado en el municipio es el cambisol eutrico más feosen haplico + regosol eutrico/2, y regosol eutrico, luvisol, crómico, litoso.

## Perfil sociodemográfico
Grupos étnicos 

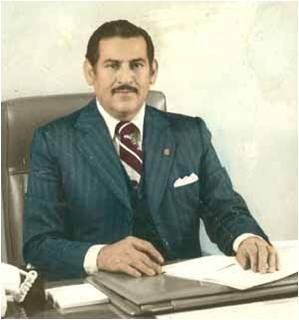
Lic. Jesús Guzmán Rubio, nacido en Cacahuatepec llegó a ser Presidente Nacional del PARM

De acuerdo a los resultados que presentó el II Conteo de Población y Vivienda en el 2005, en el municipio habitan un total de 231 personas que hablan alguna lengua indígena como podrían ser Amuzgo, Tacuates, chontal, chatitos, Mixtecos.
 Evolución demográfica 
De acuerdo a los resultados que presentó el II Conteo de Población y Vivienda en el 2005, el municipio cuenta con un total de 8,134 habitantes.
 Religión 
Al año 2000, de acuerdo al citado censo efectuado por el INEGI, la población de 5 años y más que es católica asciende a 5834 habitantes, mientras que los no católicos en el mismo rango de edades suman 689 personas.

## Localidades y Población
| Localidad                            | Población |
| ------------------------------------ | --------- |
| Total Municipio                      | 8,134     |
| San Juan Cacahuatepec                | 3,691     |
| Alto de las Mesas                    | 156       |
| Buenavista                           | 989       |
| El Ciruelo                           | 49        |
| La Culebra                           | 238       |
| Chicapilla                           | 124       |
| Ocotlán                              | 477       |
| Pie de la Cuesta                     | 665       |
| San Antonio Ocotlán                  | 1,068     |
| San Francisco Sayultepec             | 629       |
| Cuarta Sección (Barrio del Hospital) | 50        |
| Barrio de la Cruz                    | 10        |
| Agua Zarca                           | 26        |
| Barrio del Carmen                    | 15        |

## Infraestructura social y de comunicaciones
Educación
Cuenta con los siguientes Jardines de Niños:

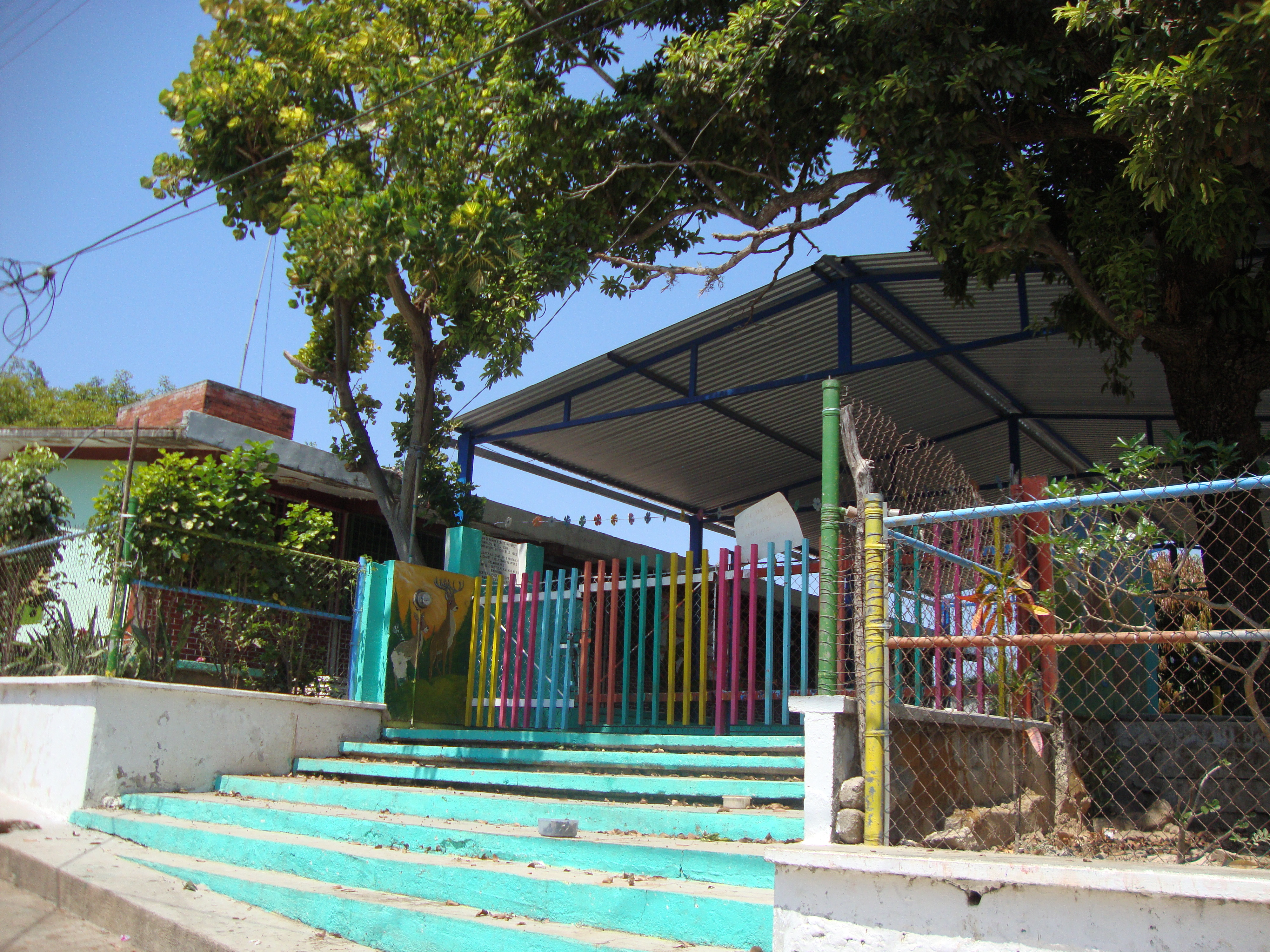
Jardín de niños SIMIENTE, fundado el 1° de febrero de 1958

- Simiente, en San Juan Cacahuatepec
- Álvaro Carrillo, en San Juan Cacahuatepec
- María Montessori, en San Juan Cacahuatepec
- Josefina Ramos del Río, en San Juan Cacahuatepec
- Rosaura Zapata, en la Agencia de San Antonio Ocotlán
- José López Alavés, en la Agencia de Buenavista
- Jaime Torres Bodet, en la Agencia de Pie de la Cuesta
- Margarita Maza de Juárez, en la Agencia de San Francisco Sayultepec
- Benito Juárez, en la Agencia de La Culebra
- Octavio Paz, en la Agencia de Chicapilla
- Estefanía Castañeda, en la Agencia de Alto de las Mesas
- Bertha Von Glumer, en la Agencia de Ocotlán

Cuenta con las siguientes Escuelas Primarias:
- Patria, en San Juan Cacahuatepec
- Vicente Guerrero, en San Juan Cacahuatepec
- Francisco I. Madero, en San Juan Cacahuatepec
- José María Morelos, en la Agencia de San Antonio Ocotlán
- Guadalupe Victoria, en la Agencia de Buenavista
- Benito Juárez, en la Agencia de Pie de la Cuesta
- Pedro López Guzmán, en la Agencia de San Francisco Sayultepec
- Ricardo Flores Magón, en la Agencia de La Culebra
- Adolfo López Mateos, en la Agencia de Chicapilla
- Melchor Ocampo, en la Agencia de Alto de las Mesas
- Cuauhtémoc, en la Agencia de Ocotlán

Cuenta con las siguientes Escuelas Secundarias:
- Secundaría General José Vasconcelos en San Juan Cacahuatepec
- Escuela Secundaria Técnica # 65 en San Juan Cacahuatepec
- CEBAS (Centro de Educación Básica para Adultos) "Vicente Lombardo Toledano" institución oficial que imparte primaria y secundaria para adultos, funciona en la Esc. Prim. Fco. I. Madero, de lunes a viernes de 18:00 a 20:00 horas.
- Plaza Comunitaria en San Juan Cacahuatepec
- Telesecundaria San Antonio Ocotlán
- Telesecundaria Buena Vista
- Telesecundaria Pie de la Cuesta
- Telesecundaria San Francisco Sayultepec
- Telesecundaria La Culebra
- Telesecundaria Chicapilla
- Telesecundaria Ocotlán

Cuenta con la siguiente escuela de Nivel Medio Superior:
- Centro de Bachillerato Tecnológico Agropecuario No. 183
- Centro de Asesoría de Preparatoria Abierta
- IEBO # 69 en la Agencia de Buenavista

Cuenta con la siguiente escuela de Nivel superior:
- Escuela Normal Experimental "Presidente Venustiano Carranza"
- Una Subsede de la Universidad Pedagógica Nacional ( UPN )

 Salud 

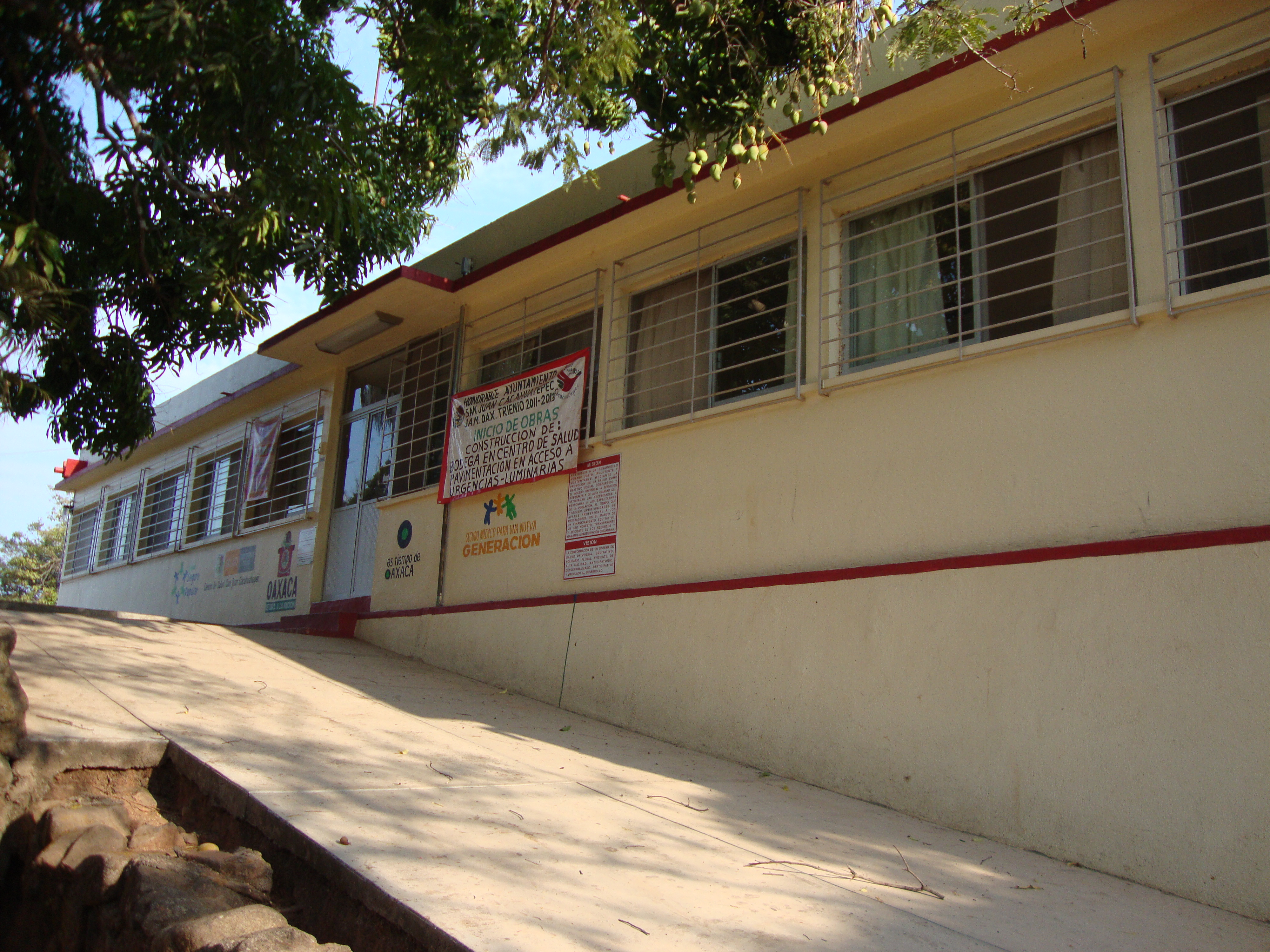
Hospital de Cacahuatepec, Inaugurado en agosto de 1958

El municipio cuenta con atención hospitalaria, distribuida en 1 centro de salud “B”, en San Juan Cacahuatepec, 1 clínica Coplamar en San Antonio Ocotlán, y casas de salud, en las 7 agencias municipales.
 Abasto 
El municipio cuenta con un mercado municipal, un tianguis que se establece todos lo domingos, con un número de 20 puestos, aproximadamente y 15 misceláneas.
 Deporte en la Cabecera Mpal. San Juan Cacahuatepec 
Cuenta con 2 canchas de fútbol: 1 en la Escuela Normal y una pública municipal; con 11 canchas de básquetbol: 3 en las escuelas primarias, 2 en la Escuela Secundaria Técnica, 1 en el CBTA, 2 más en la Escuela Normal y 3 públicas Municipales.
 Vivienda 
De acuerdo a los resultados que presentó el II Conteo de Población y Vivienda en el 2005, en el municipio cuentan con un total de 1,712 viviendas de las cuales 1,696 son particulares.
La mayoría de las viviendas de este municipio están construidas con el material siguiente: Material en pisos: tierra y cemento; material en muros: adobe, piedras, cemento, calidra y algunas de lodo; material en techumbres: tejas, madera y láminas de asbesto.
 Servicios públicos
- Red de drenaje
- Red de agua potable
- Panteón municipal
- Mercado público
- centro de salud B

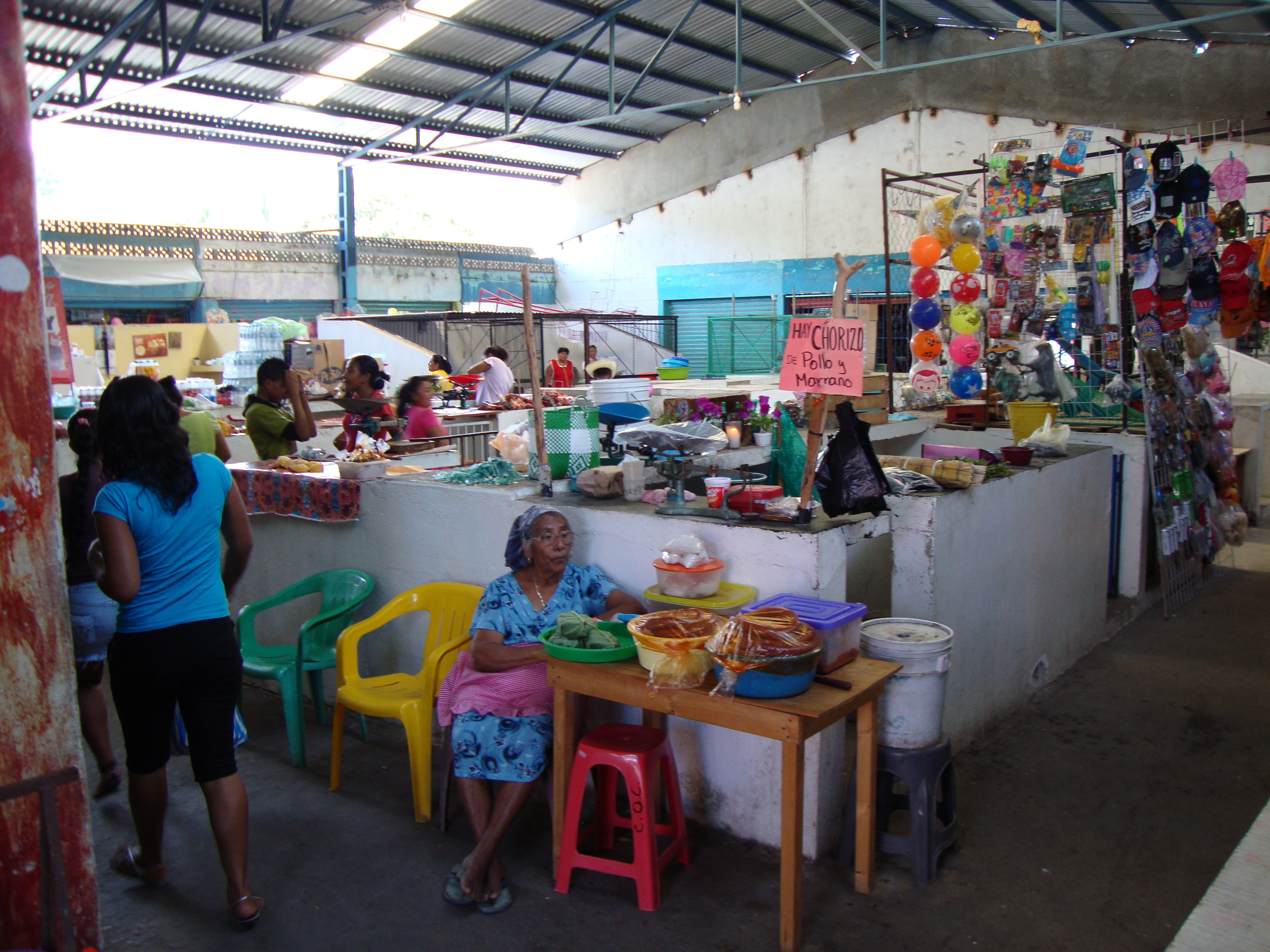
Interior del mercado público municipal

- Clínica médica Complamar en San Antonio Ocotlán
- Unidad médica del ISSSTE
- Delegación de Tránsito del Estado
- Agencia del Ministerio Público Estatal
- Casas de Salud en las Agencias de La Culebra, Alto de las Mesas, Ocotlán,

La cobertura en servicios públicos de acuerdo a apreciaciones del ayuntamiento es de:
- 70% e Agua potable.
- 80% en Alumbrado Público.
- 2% en Drenaje Urbano.
- 0% en Recolección de basura y limpieza de las vías públicas.

 Medios de Comunicación 
- Calles de concreto hidráulico
- Internet
- Teléfono
- Repetidora de TV
- TV por cable
- Telefonía Celular
- Oficina de Telégrafos y Correos
- Servicio de Transporte de pasaje colectivo, taxis, camionetas de pasaje y carga
- XHJCE-TV Canal 9 San Juan Cacahuatepec
- www.telecosta.com.mx "El portal de la costa Oaxaqueña"

- Estación de Radio

Frecuencia modulada San Juan Cacahuatepec
| Frecuencia MHz | Estación | Nombre | Ubicación del transmisor | Potencia kW | Grupo Radiofónico / Dependencia |
| 101.7          | XHSJC-FM | CORTV  |                          | 3,000       | CORTV                           |

 Vías de Comunicación 
El municipio cuenta con caminos rurales en las 8 agencias municipales; con carretera Federal de San Juan Cacahuatepec a Oaxaca y de San Juan Cacahuatepec a Pinotepa Nacional y puntos intermedios; así también cuenta: Unión de Permisionarios, servicio de taxi, correos, telégrafos y teléfonos de México.
 Actividad económica 
Principales Sectores, Productos y Servicios
- Agricultura:

Esta actividad se desarrolla en un 50% en este municipio.
- Ganadería:

Esta actividad se desarrolla en un 25 %.
- Apicultura:

Esta actividad se desarrolla en un 15 %.
- Comercio:

Esta actividad se desarrolla en un 10 % en el municipio.
Población económicamente activa por sector
De acuerdo con cifras al año 2000 presentadas por el INEGI, la población económicamente activa del municipio asciende a 162 personas, las cuales se encuentran ocupadas y se presenta de la siguiente manera:
Sector
Primario 37%
(Agricultura, ganadería, caza y pesca)
Secundario 21%
(Minería, petróleo, industria manufacturera,
construcción y electricidad)
Terciario 41%
(Comercio, turismo y servicios)
Otros 1%

## Cultura
Fiestas Populares y Tradiciones 
- 6 de enero Día de Reyes

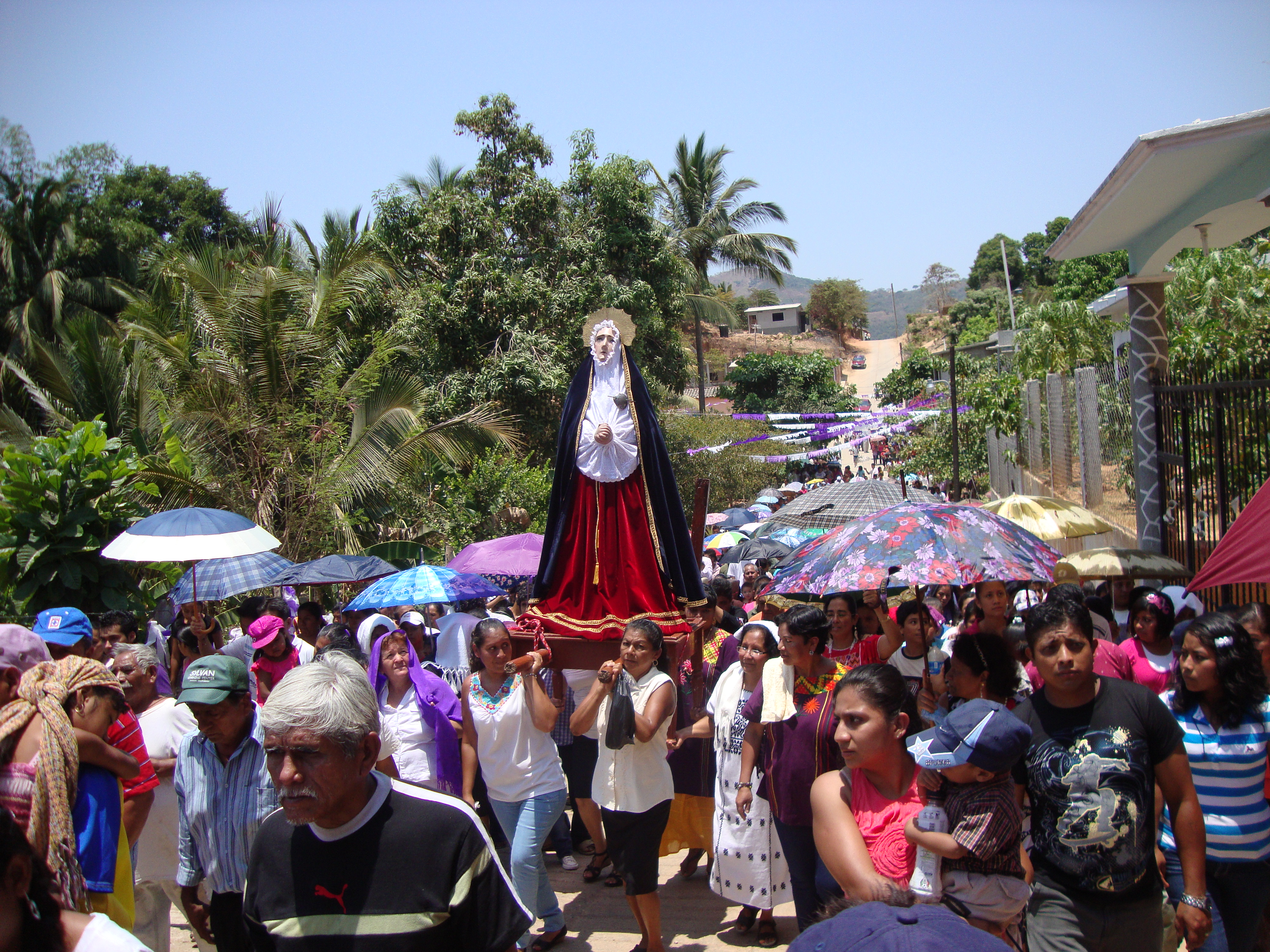
Virgen de los Dolores en la proseccion de la Semana Santa

- 31 de enero 1 y 2 de febrero Fiesta a la Virgen de la Candelaria
- 14 de febrero Día de San Valentín
- El carnaval
- Fiesta del Primer Viernes
- Fiesta del Quinto Viernes
- Fiesta del Sexto Viernes de Dolores
- Semana Santa
- 21 de marzo Natalicio de Don Benito Juárez García
- 30 de abril Día del Niño
- 13 de mayo Fiesta de San Isidro Labrador
- El 24 de junio Fiesta del Santo Patrón San Juan Bautista
- Fiesta de la Virgen del Carmen
- 15 de septiembre Aniversario de que por 1.ª vez se cantó el Himno Nacional Mexicano
- 16 de septiembre Aniversario del Inicio de Independencia de México
- 31 de octubre, 1 y 2 de noviembre Día de Todos Los Santos
- 20 de noviembre Aniversario de la Revolución mexicana
- 22 de diciembre Festival Musical "Andariego", en honor a Álvaro Carrillo, presentado por la asociación civil "El Andariego de Cacahuatepec"
- 7, 8 de diciembre Fiesta a la Virgen de Juquila
- 12 de diciembre Fiesta de la Virgen de Guadalupe
- 24, 25 de diciembre Navidad
- 31 de diciembre Año nuevo

Atractivos Turísticos

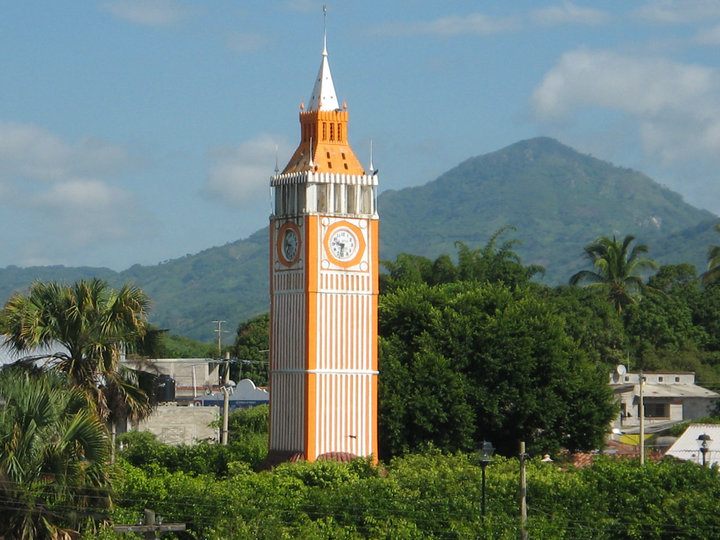
Torre del Reloj de Cacahuatepec

Se aprecia la Torre del Reloj público de Cacahuatepec que tiene cierta similitud con el de Londres Inglaterra
Los principales atractivos turísticos de los cuales se puede disfrutar en periodos vacacionales están el Río Santa Catarina, localizado 80 minutos de la cabecera municipal por la carretera a la Agencia Municipal de San Antonio Ocotlan; y por la carretera con rumbo de San Francisco Sayultepec después de conducir por unos 45 minutos se llega al Río el Lagartero.
 Danzas 
- Danzas de los 12 Pares de Francia
- Danza de las Mascaritas
- Danza del Toro de Petate
- Danza de la Tortuga

 Música 

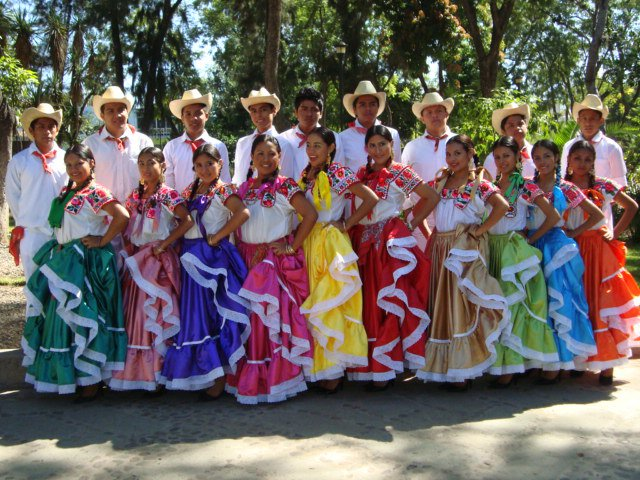
Club de Danza Álvaro Carrillo, interepretes de la Chilena Cacahuatepec

La chilena "Cacahuatepec", del compositor Francisco Melo Torres y orquesta de la agencia municipal de San Antonio Ocotlán.
Orquesta Infantil Comunitaria "San Juan" organizada por "El Andariego de Cacahuatepec A.C." y el H. ayuntamiento que encabezó la Profra. Cristina Solís Díaz
 Artesanías 
Fabricación de Huipiles, cómales, casuelas y ollas de barro.
 Gastronomía 
Se puede degustar el muy delicioso Bazo de Res, Sangre de Chivo o Menudo, Mole de Guajolote, Barbacoa de Chivo, Tamales de Carne Cruda, mole de pollo, Enchiladas Rellenas de Carne de Gallina de Rancho, Tamales de Chepiles, Tamales de Garrapata (fríjol camagua), Panes con Capricho o limpio, las Empanadas de Camote, coco, empanochadas, las Regañadas, galletas de panela.

## Gobierno

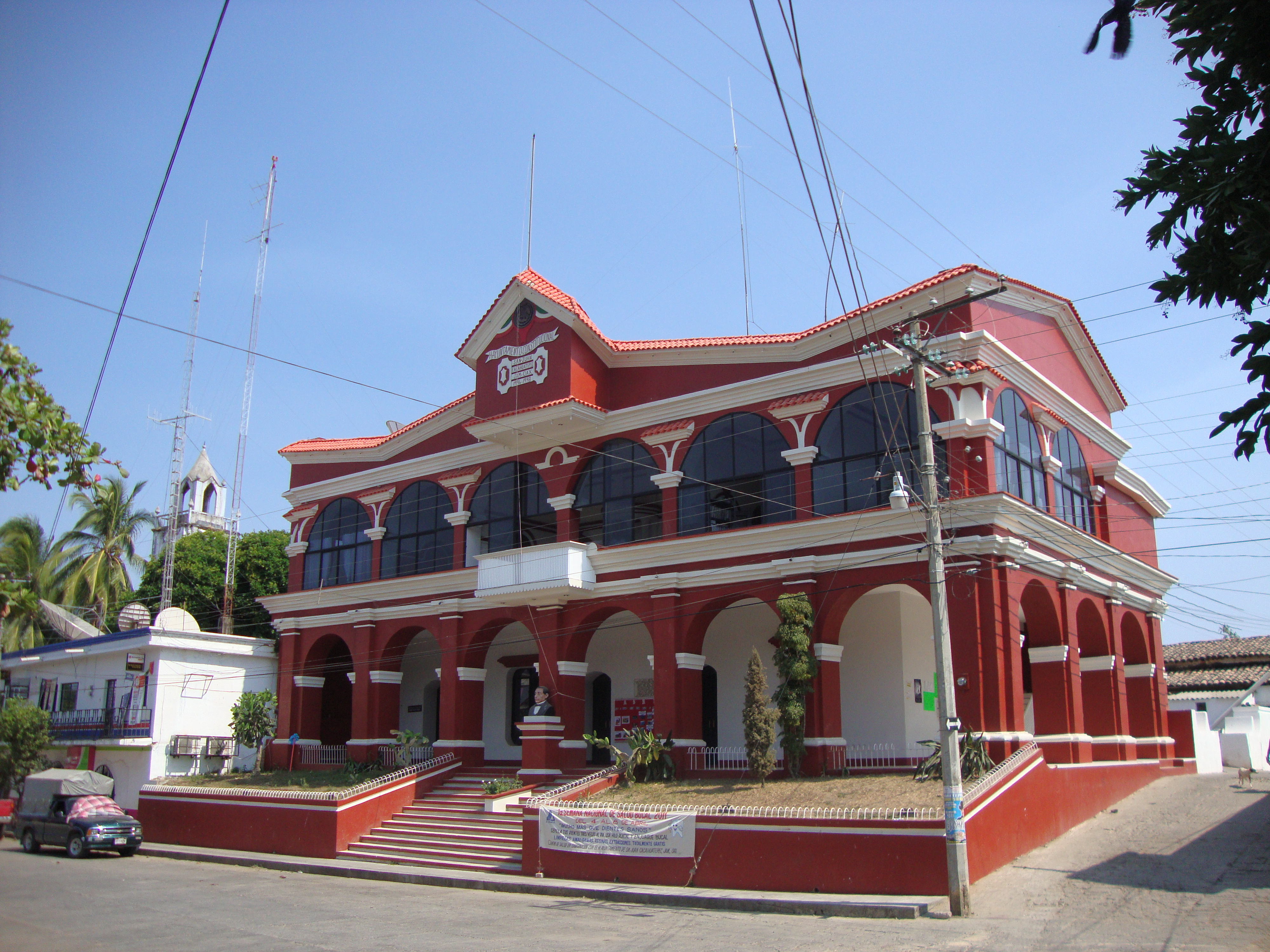
Palacio municipal de Cacahuatepec

El Municipio está integrado principalmente por las agencias municipales de Buenavista, Pie de la Cuesta, San Antonio Ocotlán y San Francisco Sayultepec. Y por las agencias de Policía de Alto de las Mesas, Chicapilla, La Culebra y Ocotlán.
Principales Localidades: La cabecera municipal es San Juan Cacahuatepec, las localidades de mayor importancia son San Antonio Ocotlán y Buenavista, su actividad preponderantes es la agricultura.
 Caracterización del Ayuntamiento 
- Presidencia municipal
- Secretario municipal
- Tesorero municipal
- Alcalde municipal
- Síndico procurador de Justicia
- Regidor de Hacienda
- Regidor de Educación
- Regidor de Salud
- Regidor de Agencias y Colonias
- Regidora de Equidad y Género
- Regidor de Mercados
- Regidor de Panteones
- Regidor de Ecología

 Autoridades Auxiliares 
Agencias Municipales y Agencias de Policía.
Cuenta con las siguientes Agencias Municipales:
- San Antonio Ocotlán
- Buena Vista
- Pie de la Cuesta
- San Francisco Sayultepec

Cuenta con las siguientes Agencias de Policía:
- Ocotlán
- Alto de las mesas
- Chicapilla
- La Culebra.

Nombramiento
Las autoridades que representan estas agencias es por usos y costumbres.
- Regionalización política

El municipio pertenece a los distritos electorales siguientes:
Local:
- XI Distrito Electoral Local de Oaxaca con cabecera en Santiago Pinotepa Nacional.

Federal:
- 11 Distrito Electoral Federal de Oaxaca con cabecera en Santiago Pinotepa Nacional.[5]

Situación Política Municipal

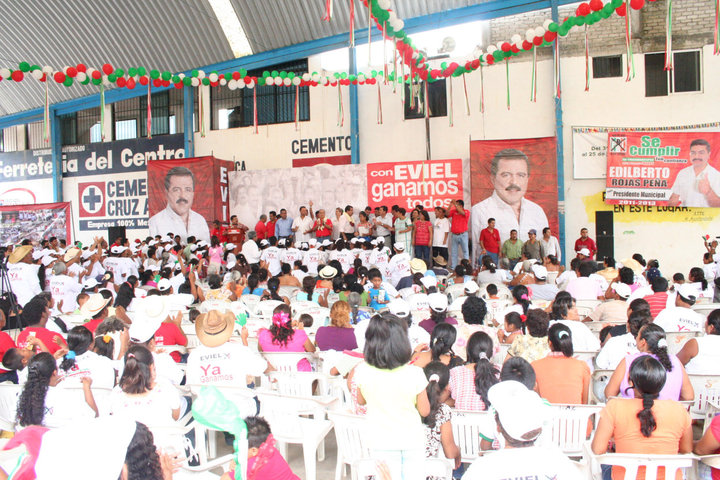
Cierre de Campaña de los Candidatos del PRI en las Elecciones Estatales de 2010

En la actualidad, en el municipio existen 5 partidos políticos que son PAN, PRI, PRD, MC y MORENA, que son los que han contendido por la presidencia municipal, en cada elección municipal efectuada cada tres años contienden 3 partidos por la Alcaldía siendo la pelea entre el PRI y PRD partidos que en los últimos años se han disputado elecciones muy cerradas en cuestión de votos ganando un candidato por mínima diferencia de sufragios.
Los partidos que han ocupado la Presidencia municipal del municipio son:
- PRI con más frecuencia
- PRD con cinco veces
- PARM solo una vez
- MC solo una vez
- MORENA solo una vez

Actualmente el partido político gobernante es MORENA (2019 - 2021), encabezado por el Profr. Pedro Abelardo Baños, quien resultó ganador de las elecciones de junio del 2018, teniendo como rival más fuerte a la Profra. Marcela Merino García del PRD.

## Presidentes municipales
Ver Anexo:Resultados Electorales de San Juan Cacahuatepec
| Presidente Municipal                              | Periodo de Gobierno | Partido Político |
| ------------------------------------------------- | ------------------- | ---------------- |
| C. Juan Vizairo Chávez                            | 1887 - 1888         |                  |
| C. Donaciano Vera                                 | 1889                |                  |
| C. Agustín Baños                                  | 1889 - 1890         |                  |
| C. Francisco Mendoza                              | 1890 - 1891         |                  |
| C. José María Peláez                              | 1891 - 1892         |                  |
| C. Pedro Heras                                    | 1893                |                  |
| C. Alejandro Mesa                                 | 1895 - 1896         |                  |
| C. Abrahán Salinas                                | 1930 - 1932         |                  |
| C. Heladio Peña Vázquez                           | 1932 - 1934         |                  |
| C. Antonio F. Meza                                | 1937 - 1939         |                  |
| C. Manuel Montealegre                             | 1939 - 1941         |                  |
| C. José Bernardino Carmona                        | 1945 - 1947         |                  |
| C. Pedro Castellanos                              | 1948 - 1950         |                  |
| C. Guadalupe Manzano Melo                         | 1951 - 1953         |                  |
| C. Graciano Peña                                  | 1954 - 1956         |                  |
| C. Román Carmona Mesa                             | 1957 - 1959         |                  |
| C. Joel Peña Vásquez                              | 1960 - 1962         |                  |
| C. Filemón Melo Mesa                              | 1969 - 1971         |                  |
| Profr. Apolinar Carmona Solano                    | 1° ENE 1972         |                  |
| Dr. Dámaso Peña Vázquez                           | 1972 - 1974         |                  |
| C. Amadeo Baños Silva                             | ABR - MAY 1974      |                  |
| C. Erasmo Peláez Valdez                           | MAY - DIC 1974      |                  |
| C. Napoleón D. Velasco Piza                       | 1975 - 1977         |                  |
| Profra. Gelasia Edilia Infante Peláez             | 1978 - 1980         |                  |
| C. Fernando Melo Carmona                          | 1981 - 1983         |                  |
| C. Othón García Villagómez                        | 1984 - 1986         |                  |
| Dr. Marcos Velasco Galindo                        | 1987 - 1988         |                  |
| C. Sigifredo Margarito Peláez Santiago (Interino) | 1988 - 1989         |                  |
| C. Edilberto Rojas Peña Olmedo                    | 1990 - 1991         |                  |
| C. Margarita Rojas Hernández (Interina)           | ENE - FEB 1991      |                  |
| Profr. Miguel Martínez (Interino)                 | FEB - OCT 1992      |                  |
| C. Elfega Carrillo Ceballos (Interina)            | NOV - DIC 1992      |                  |
| Profr. Pedro Guzmán Velasco                       | 1993 - 1995         |                  |
| Profr. Librado Arias Galindo                      | 1996 - 1998         |                  |
| C. Jesús Dámaso Baños Tapia                       | 1999 - 2000         |                  |
| Profr. Honorio López Almazán (Interino)           | 2000 - 2001         |                  |
| Prof. Roberto Ignacio Peláez de la Rosa           | 2002 - 2004         |                  |
| Profra. Cristina Solís Díaz                       | 2005 - 2007         |                  |
| Profr. Librado Arias Galindo                      | 2008 - 2010         |                  |
| Lic. Edilberto Rojas Peña de la Cruz              | 2011 - 2013         |                  |
| Profra. María de los Gosos Villavicencio López    | 2014 - 2016         |                  |
| Dr. Emmanuel Martínez Palacios                    | 2017 - 2018         |                  |
| Profr. Pedro Abelardo Baños                       | 2019 - 2021         |                  |
| Ing. Pedro Martínez Barroso                       | 2022 - 2024         |                  |
| Mtra. Martha Elena Baños Tapia                    | 2025 - 2027         |                  |